# Starfish Dos
El Starfish Dos es una golondrina que cubre la línea de ferry entre el puerto de Fuengirola y el puerto deportivo de Benalmádena, ambos en la Costa del Sol de la provincia de Málaga, España. Es de propiedad privada y está operado por la empresa Costasol Cruceros.
Durante la temporada alta, del 1 de abril al 31 de octubre, el Starfish Dos realiza cuatro travesías diarias en cada sentido, partiendo desde Benalmádena el primero a las 10:30 de la mañana. El último ferry sale de Fuengirola a las 18:00. El trayecto tiene una duración aproximada de una hora. 
Durante la temporada baja, trabaja todos los martes y sábados. 
Los meses de Diciembre y Enero el barco entra en varadero para la limpieza y mantenimiento de éste.